# Мішен (Канада)
Мішен (англ. Mission) — окружний муніципалітет в Канаді, у провінції Британська Колумбія, у складі регіонального округу Фрейзер-Велі.

## Населення
За даними перепису 2016 року, окружний муніципалітет нараховував 38833 особи, показавши зростання на 6,6%, порівняно з 2011-м роком. Середня густина населення становила 170,6 осіб/км².
З офіційних мов обидвома одночасно володіли 2 080 жителів, тільки англійською — 35 285, тільки французькою — 10, а 545 — жодною з них. Усього 4790 осіб вважали рідною мовою не одну з офіційних, з них 20 — одну з корінних мов, а 50 — українську.
Працездатне населення становило 66,3% усього населення, рівень безробіття — 6% (5,8% серед чоловіків та 6,2% серед жінок). 84,9% осіб були найманими працівниками, а 13,3% — самозайнятими.
Середній дохід на особу становив $41 264 (медіана $33 135), при цьому для чоловіків — $50 467, а для жінок $32 308 (медіани — $43 776 та $25 906 відповідно).
33,9% мешканців мали закінчену шкільну освіту, не мали закінченої шкільної освіти — 19,8%, 46,2% мали післяшкільну освіту, з яких 23,2% мали диплом бакалавра, або вищий, 100 осіб мали вчений ступінь.
| Статево-вікова структура населення | Статево-вікова структура населення | Статево-вікова структура населення | Статево-вікова структура населення | Статево-вікова структура населення |
| ---------------------------------- | ---------------------------------- | ---------------------------------- | ---------------------------------- | ---------------------------------- |
|                                    |                                    |                                    |                                    |                                    |
| Всього                             | Всього                             | 50,6%49,4%                         |                                    |                                    |
| 0 — 14 років                       | 0 — 14 років                       |                                    | 18,6%                              | 18,6%                              |
| 15 — 64 років                      | 15 — 64 років                      |                                    | 67%                                | 67%                                |
| 65 і більше                        | 65 і більше                        |                                    | 14,4%                              | 14,4%                              |
| 85 і більше                        | 85 і більше                        |                                    | 1,8%                               | 1,8%                               |
| 100 і більше                       | 100 і більше                       |                                    | 0%                                 | 0%                                 |
| Середній вік (років)               | Середній вік (років)               | 39,140,8                           | 40,0                               | 40,0                               |
| Медіана (років)                    | Медіана (років)                    | 39,941,7                           | 40,8                               | 40,8                               |
| — чоловіки — жінки                 |                                    |                                    |                                    |                                    |

| Походження мешканців:     | Походження мешканців:     | Походження мешканців: | Походження мешканців: | Походження мешканців: |
| ------------------------- | ------------------------- | --------------------- | --------------------- | --------------------- |
| Походження                |                           |                       | осіб                  | %                     |
| Корінні американці        | Корінні американці        |                       | 3 350                 | 8.94%                 |
| Інше північноамериканське | Інше північноамериканське |                       | 10 195                | 27.19%                |
| Європейське               | Європейське               |                       | 28 730                | 76.63%                |
| британське                | британське                |                       | 20 140                | 53.72%                |
| французьке                | французьке                |                       | 4 750                 | 12.67%                |
| українське                | українське                |                       | 2 470                 | 6.59%                 |
| Латинськоамериканське     | Латинськоамериканське     |                       | 535                   | 1.43%                 |
| Карибське                 | Карибське                 |                       | 60                    | 0.16%                 |
| Африканське               | Африканське               |                       | 390                   | 1.04%                 |
| Азійське                  | Азійське                  |                       | 4 200                 | 11.2%                 |
| Океанійське               | Океанійське               |                       | 205                   | 0.55%                 |

| Зайнятість населення за галузями (за класифікацією NOC): | Зайнятість населення за галузями (за класифікацією NOC): | Зайнятість населення за галузями (за класифікацією NOC): | Зайнятість населення за галузями (за класифікацією NOC): | Зайнятість населення за галузями (за класифікацією NOC): |
| -------------------------------------------------------- | -------------------------------------------------------- | -------------------------------------------------------- | -------------------------------------------------------- | -------------------------------------------------------- |
|                                                          |                                                          |                                                          |                                                          |                                                          |
| Управління                                               | Управління                                               |                                                          | 9,8%                                                     | 9,8%                                                     |
| Бізнес, фінанси та адміністрування                       | Бізнес, фінанси та адміністрування                       |                                                          | 13,4%                                                    | 13,4%                                                    |
| Природничі та прикладні науки                            | Природничі та прикладні науки                            |                                                          | 4%                                                       | 4%                                                       |
| Охорона здоров'я                                         | Охорона здоров'я                                         |                                                          | 6,1%                                                     | 6,1%                                                     |
| Освіта, правозахист, муніципальні та урядові служби      | Освіта, правозахист, муніципальні та урядові служби      |                                                          | 10,4%                                                    | 10,4%                                                    |
| Мистецтво, культура, відпочинок та спорт                 | Мистецтво, культура, відпочинок та спорт                 |                                                          | 2,5%                                                     | 2,5%                                                     |
| Роздрібна торгівля та послуги                            | Роздрібна торгівля та послуги                            |                                                          | 21,5%                                                    | 21,5%                                                    |
| Гуртова торгівля, транспорт та обладнання                | Гуртова торгівля, транспорт та обладнання                |                                                          | 23,9%                                                    | 23,9%                                                    |
| Природні ресурси, сільське господарство                  | Природні ресурси, сільське господарство                  |                                                          | 3,2%                                                     | 3,2%                                                     |
| Виробництво                                              | Виробництво                                              |                                                          | 5%                                                       | 5%                                                       |

## Клімат
Середня річна температура становить 9,9°C, середня максимальна – 20,9°C, а середня мінімальна – -2,5°C. Середня річна кількість опадів – 1 874 мм.
| Клімат поселення                              | Клімат поселення | Клімат поселення | Клімат поселення | Клімат поселення | Клімат поселення | Клімат поселення | Клімат поселення | Клімат поселення | Клімат поселення | Клімат поселення | Клімат поселення | Клімат поселення | Клімат поселення |
| Показник                                      | Січ.             | Лют.             | Бер.             | Квіт.            | Трав.            | Черв.            | Лип.             | Серп.            | Вер.             | Жовт.            | Лист.            | Груд.            |                  |
| Середній максимум, °C                         | 7,29             | 9,40             | 11,50            | 14,01            | 17,30            | 20,00            | 20,40            | 20,88            | 18,02            | 13,34            | 8,78             | 5,73             |                  |
| Середня температура, °C                       | 2,39             | 4,49             | 6,60             | 9,11             | 12,40            | 15,10            | 17,30            | 17,79            | 14,92            | 10,23            | 5,68             | 2,63             |                  |
| Середній мінімум, °C                          | −2,5             | −0,4             | 1,72             | 4,21             | 7,50             | 10,20            | 14,19            | 14,69            | 11,82            | 7,13             | 2,56             | −0,48            |                  |
| Норма опадів, мм                              | 234              | 182              | 168              | 149              | 115              | 94               | 66               | 66               | 98               | 184              | 271              | 247              |                  |
| Середньомісячна швидкість вітру, м/с          | 3.14             | 3.05             | 3.13             | 2.98             | 2.85             | 2.85             | 2.77             | 2.55             | 2.34             | 2.53             | 3.08             | 3.18             |                  |
| Середньомісячна сонячна радіація, кДж/м²·день | 3232             | 6204             | 9911             | 14888            | 18487            | 19952            | 21358            | 18361            | 13146            | 7099             | 3577             | 2527             |                  |
| --------------------------------------------- | ---------------- | ---------------- | ---------------- | ---------------- | ---------------- | ---------------- | ---------------- | ---------------- | ---------------- | ---------------- | ---------------- | ---------------- | ---------------- |
| Джерело:                                      |                  |                  |                  |                  |                  |                  |                  |                  |                  |                  |                  |                  |                  |